# Inga porcata
Inga porcata är en ärtväxtart som beskrevs av Terence Dale Pennington. Inga porcata ingår i släktet Inga och familjen ärtväxter. Inga underarter finns listade i Catalogue of Life.